# Lombardsko-benátské království
Království lombardsko-benátské (latinsky Regnum Langobardiae et Venetiae), běžně Lombardsko-benátské království (italsky Regno Lombardo-Veneto, německy Königreich Lombardo-Venetien), obecně také Rakouská Itálie (Österreichisches Italien), bylo politickým celkem, který vznikl v severní Itálii po porážce Napoleona Bonaparta podle rozhodnutí Vídeňského kongresu z 9. června 1815 jako součást Rakouského císařství. Království zaniklo roku 1866, když poslední zbytky jeho území anektovalo Italské království.

## Historie

Malý znak

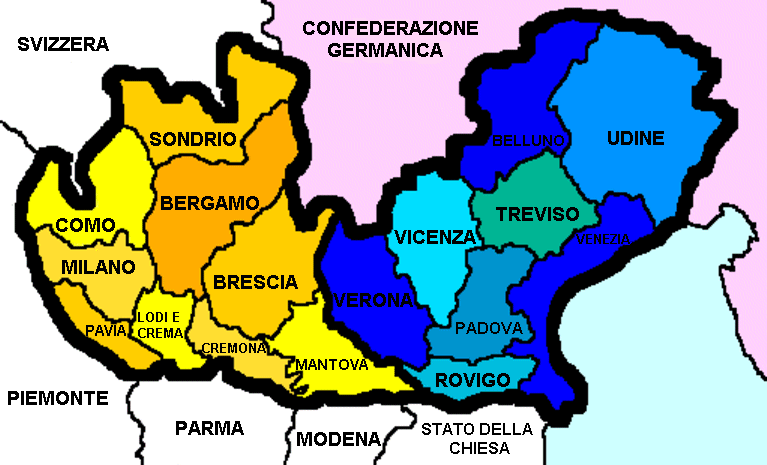
Správní členění Království lombardsko-benátského

Vídeňský kongres spojil dohromady oblasti Lombardie, které byly pod nadvládou Habsburků již od 16. století, rakouští Habsburkové ji drželi v letech 1713–1796, a oblasti Benátska, které se dostalo pod rakouský vliv po roce 1797, jako samostatný územní celek v rámci Habsburské monarchie. Království se administrativně skládalo ze dvou nezávislých částí, které měly svojí místní vládu. Lombardská část se skládala z provincií Milán, Como, Bergamo, Brescia, Pavia, Cremona, Mantova, Lodi-Cream, a Sondrio. Benátsko se skládalo z Benátek, Verony, Padovy, Vicenza, Trevisu, Roviga, Belluna a Udiny.
Prvním lombardsko-benátským králem byl císař František I., který vládl od roku 1815 dalších dvacet let až do své smrti. Od roku 1835 do roku 1848 Ferdinand I. Dobrotivý.

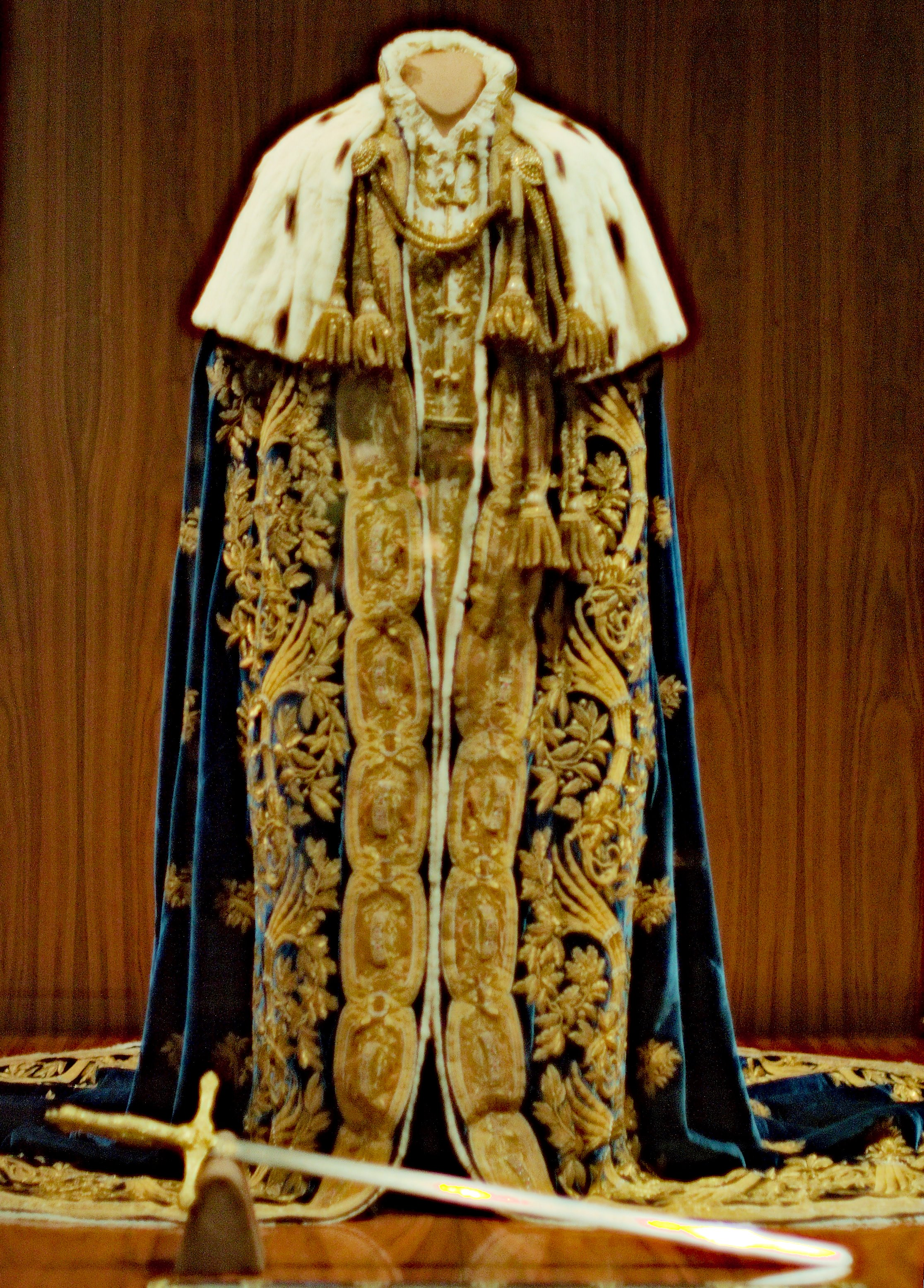
Lombardsko-benátský královský plášť

Po lidové revoluci 22. března 1848 (tzv. Pět dnů milánských) Rakušané uprchli z Milána a to se následně stalo hlavním městem Lombardské prozatímní vlády (Governo Provvisorio della Lombardia). Následujícího dne proti rakouské nadvládě povstaly Benátky a vyhlásily Benátskou prozatímní vládu (Governo Provvisorio di Venezia). Poté, co rakouská armáda ve dnech 24.–25. července 1848 porazila sardinské oddíly u Custozy, 6. srpna vstoupila do Milána a 24. srpna 1849 do Benátek, kde následně obnovila rakouskou správu.
Rakouský císař František Josef I. poté vládl v Království lombardsko-benátském po zbytek jeho existence. Císařův mladší bratr Maxmilián, který se později stal mexickým císařem, byl v letech 1857–1859 místokrálem v Miláně. Roku 1859 byla Curyšským mírem po druhé italské válce za nezávislost Lombardie anektována rodícím se sjednoceným italským státem. Benátky byly k Italskému království připojeny po prusko-rakouské válce pražským mírem roku 1866. Dějiny Království lombardsko-benátského tak skončily.